# SubRip
SubRip is een programma dat ondertitels van een vob-videobestand (dvd) kan "rippen". Het programma maakt voor het uitlezen van de ondertitels gebruik van optische tekenherkenning en slaat het resultaat op met een tijdsaanduiding. Vervolgens worden deze opgeslagen als een tekstbestand met de extensie .srt, dat door de meeste mediaspelers ondersteund wordt. Deze bestanden worden vaak gepubliceerd in combinatie met downloadbare films (meestal via een peer-to-peersysteem).
Het programma is geschreven met Delphi 5 door een Franse programmeur met het pseudoniem Brain. Het programma is beschikbaar voor Windows. De eerste versie van het programma werd gepubliceerd op 3 maart 2000. Na het ontvangen van verzoeken om een Linux-versie te ontwikkelen werd de broncode vrijgegeven onder de voorwaarden van de GPL.
SubRip is ook de naam van het bestandsformaat van de door dit programma opgeslagen ondertitels. Dit formaat wordt door de meeste mediaspelers en editing software voor ondertitels ondersteund.
Bekijkt men een videofile met een mediaspeler, bijvoorbeeld met de naam Speelfilm.avi, dan ziet men vaak een knop om de ondertitels in te schakelen. Daarmee gaat het programma op zoek naar een bestand dat begint met Speelfilm.srt. De ondertitels die daarin staan worden bij het afspelen getoond. Zijn er meerdere bestanden, dan kan men kiezen tussen, bijvoorbeeld Speelfilm-EN.srt en Speelfilm-DE.srt.

## SubRip-formaat
Een SRT-bestand is tekstbestand dat met een gewone teksteditor, zoals Notepad, bewerkt kan worden. Elke ondertitel bestaat uit vier of meer regels:
- Volgnummer van de ondertitel
- Moment waarop de ondertitel begint --> Moment waarop de ondertitel eindigt
- De eigenlijke ondertitel (een of meer regels)
- Lege regel

De tijdstippen in de tweede regel zijn gespecificeerd als uren:minuten:seconden,milliseconden. Tussen de begintijd en de eindtijd komt een pijl, bestaande twee koppeltekens en een hoekhaakje.

### Verdere mogelijkheden
Buiten de specificatie is het daarnaast mogelijk om tekst op te maken (schuin, vet, onderstreept en kleuren) door middel van de HTML-tags <i> voor italic, <b> voor bold, <u> voor underline en <font color=""> voor de lettertypekleur. Deze opmaak is geldig in de meeste programma's die SRT ondersteunen. Bijvoorbeeld:
- <b>Vette tekst</b> wordt Vette tekst
- <i>Schuine tekst</i> wordt Schuine tekst
- <u>Onderstreepte tekst</u> wordt Onderstreepte tekst
- <font color="red">Rode tekst</font> wordt Rode tekst

De ondertitel kan gepositioneerd worden door achter de begin- en eindtijd bijvoorbeeld te schrijven: X1:100 X2:500 Y1=50 Y2=80
Niet alle mediaspelers maken gebruik van deze mogelijkheden. De kans bestaat dat de HTML-tags genegeerd worden. Erger, sommige mediaspelers beschouwen de tags als deel van de tekst en tonen ze.

### Onregelmatigheden
Het volgnummer lijkt overbodig en sommige mediaspelers negeren het volgnummer.
De volgorde van de ondertitels is niet altijd van belang. Men kan dus aan het einde van het bestand een ondertitel opnemen die (blijkens het begin- en eindmoment) eerder moet worden getoond. Het is verder mogelijk meerdere ondertitels tegelijk te tonen.

### Voorbeeld
```
1
00:00:20,000 --> 00:00:24,400
In connection with a dramatic increase
in crime in certain neighbourhoods...

 

2 
00:00:24,600 --> 00:00:27,800 
...the government is implementing a new policy.
```